# 1991年NBA總決賽
1991年NBA總決賽是1990-91 NBA賽季的冠軍爭奪戰。當年東部冠軍芝加哥公牛與西部冠軍洛杉矶湖人队進行七場四勝制的賽事，最終公牛队以4比1的大比分赢得了整个系列赛，这是芝加哥公牛队历史上第一个总冠军。迈克尔·乔丹亦被选为该赛季NBA总决赛最有价值球员。

## 晉級
- 芝加哥公牛
- 洛杉磯湖人

## 參賽球員
| 芝加哥公牛      | 洛杉矶湖人队           |
| --------------- | ---------------------- |
| 主教練： 菲尔·  | 主教練： 老迈克·邓利维 |
| 迈克尔·乔丹     | 魔术师约翰逊           |
| 斯科蒂·皮蓬     | 詹姆斯·沃西            |
| 霍雷斯·格兰特   | 弗拉德·迪瓦茨          |
| 约翰·帕克森     | A·C·格林               |
| 德尼斯·霍普森   | 米卡尔·汤普森          |
| B·J·阿姆斯特朗  | 萨姆·帕金斯            |
| 克莱格·霍奇斯   | 拉里·德鲁              |
| 比尔·卡特赖特   | 托尼·布朗              |
| 威尔·普度       | 埃尔登·坎贝尔          |
| 斯科特·威廉姆斯 | 拜伦·斯科特            |
| 克里夫·利文斯顿 |                        |

## 比賽結果
| 場次  | 日期    | 主場球隊 | 結果           | 客場球隊 |
| ----- | ------- | -------- | -------------- | -------- |
| 第1場 | 6月2日  | 公牛     | 91– 93         | 湖人     |
| 第2場 | 6月5日  | 公牛     | 107 –86        | 湖人     |
| 第3場 | 6月7日  | 湖人     | 96– 104 （OT） | 公牛     |
| 第4場 | 6月10日 | 湖人     | 82– 97         | 公牛     |
| 第5場 | 6月12日 | 湖人     | 101– 108       | 公牛     |

公牛以4-1勝出
註：OT代表比賽需要進行加時

## 外部連結
NBA官方網站：http://www.nba.com/（页面存档备份，存于）
互聯網上的其他網站：